# Вега (газонафтове родовище)

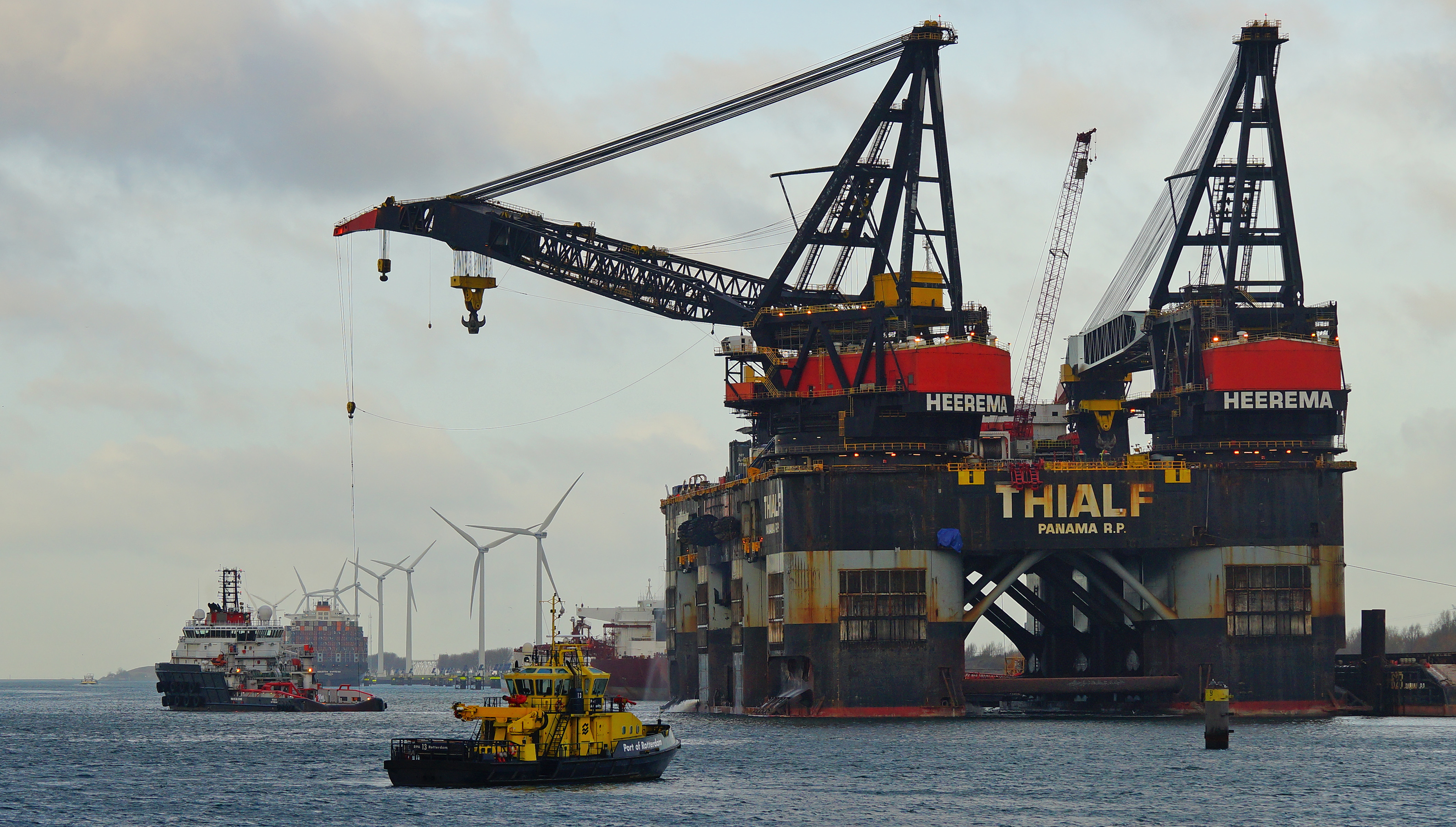
Плавучий кран Thialf, якому доручили встановлення трьох підводних видобувних комплексів

Вега — офшорне газонафтове родовище в норвезькому секторі Північного моря, за 80 км на південний захід від Флоро.

## Опис
Родовище, розташоване в районі з глибиною моря 370 метрів, відкрили як три окремі об'єкти — Камілла, Белінда та Фрам-Б — у 1980, 1982 та 1987 роках відповідно. В подальшому їх об'єднали в одне родовище Вега та перейменували у Вега-Північ, Вега-Центр та Вега-Південь. Два перших відносяться до газових покладів, тоді як на Вега-Південь наявний нафтовий резервуар з підстилаючим газовим, що дало можливість організувати під час розробки природний газліфт. Запаси родовища оцінюються у 21,4 млрд м3 газу, 6,87 млн тонн зріджених вуглеводневих газів та 10,55 млн м3 нафти.
Розробка Веги почалась у 2010 році через шість свердловин, для спорудження яких законтрактували бурові судна Island Frontier та Island Wellserver. На них встановлено три підводні видобувні комплекси, кожен з яких обслуговує по дві свердловини (за необхідності загальна їх кількість може бути збільшена до 12 або навіть 20 за умови облаштування додаткових маніфольдів). Встановлення цих комплексів вагою по 550 тонн провів плавучий кран великої вантажопідйомності Thialf (взагалі, це один з найбільших плавучих кранів світу, для якого робота з такими малими об'єктами не є типовою). Після монтажу установок до освоєння свердловин взялась напівзанурена бурова установка Bideford Dolphin.

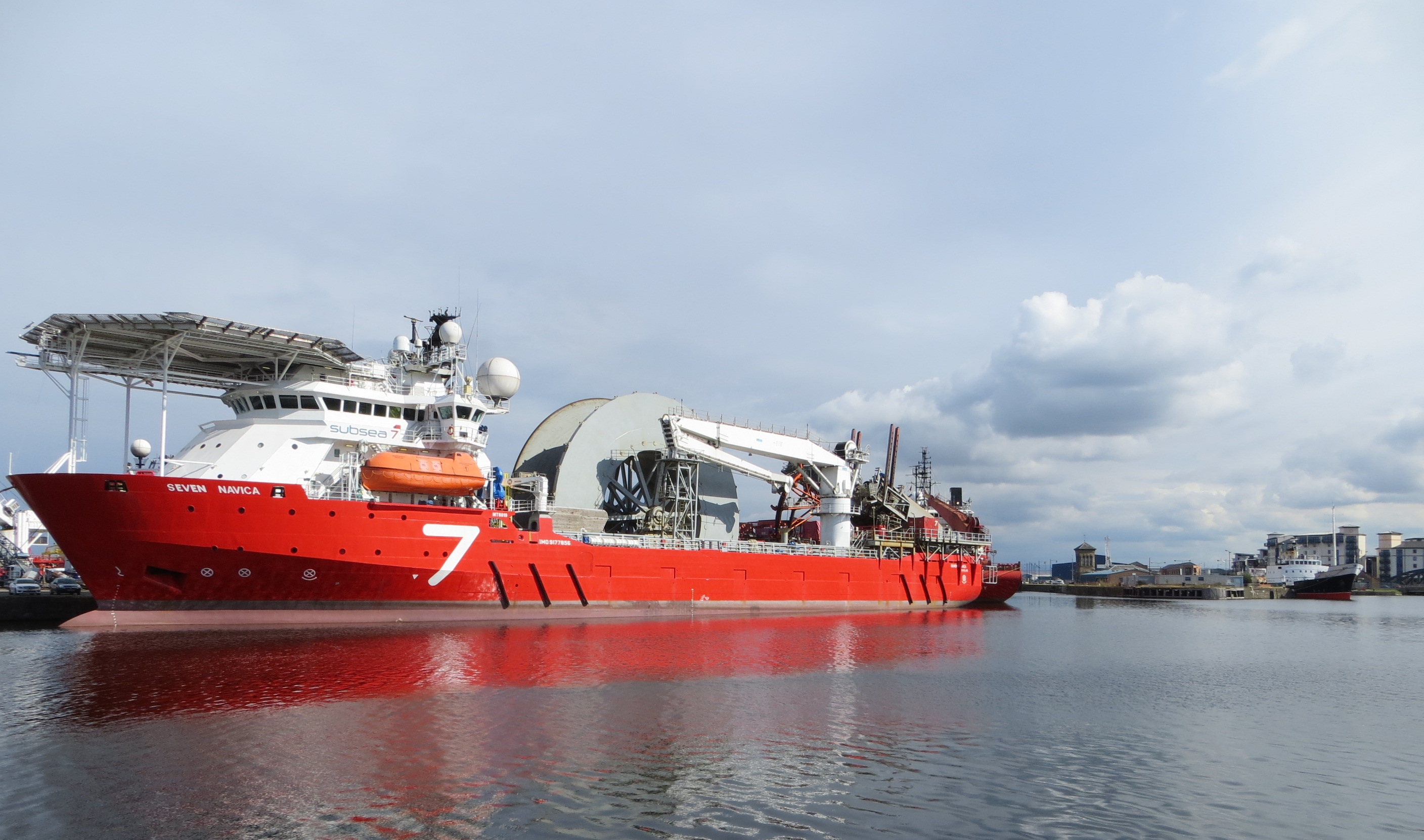
Трубоукладальне судно Seven Navica — одне з кількох, які залучили для обв'язки Веги

Від установки на Вега-Південь до Вега-Центр прямує з'єднувальний трубопровід довжиною 11 км та діаметром 300 мм, і така ж лінія (тільки довжиною 12 км) з'єднує Вега-Центр з Вега-Північ. Від останньої прокладено трубопровід довжиною 28 км та дещо більшим діаметром 350 мм до платформи на родовищі Gjoa (звідти газ спрямовується у британську систему FLAGS, тоді як рідкі вуглеводні подаються через перемичку до експортного трубопроводу найбільшого норвезького нафтогазового родовища Троль). Окрім з'єднувальних трубопроводів, від платформи Gjoa до трьох установок на Везі за тим же маршрутом прокладено ще дві комунікації — лінії для подачі хімікалій (метанолу і гліколю — попереджують гідратоутворення під час транспортування) та здійснення управління (umbilical, призначені для передачі команд, електроенергії та гідравлічних зусиль). Обв'язка родовища виконувалась компанією Subsea 7, котра залучили цілий ряд трубоукладальних та глибоководних будівельних суден, як то Seven Navica, Seven Oceans, Seven Seas, Seven Sisters та Toisa Perseus.
Станом на 2017 рік з Веги видобули 9,6 млрд м3 газу, 3,43 млн тонн зріджених вуглеводневих газів та 6,3 млн м3 нафти.